# رالف والدو كريستي
رالف والدو كريستي (بالإنجليزية: Ralph Waldo Christie) هو رجل غواصة وضابط أمريكي، ولد في 30 أغسطس 1893 في سومرفيل في الولايات المتحدة، وتوفي في 19 ديسمبر 1987 في هونولولو في الولايات المتحدة.